# Alessandro Del Mar
Alessandro Del Mar (né à Naples, en Italie) est un réalisateur de films pornographiques qui est aussi connu sous les noms « Max Bellochio », « Max Bollecchio » et « Toni Montana ». Il a réalisé près de 200 depuis 1993.

## Récompenses
- 2008 : AVN Award – Catégorie meilleur réalisateur étranger (Dangerous Sex)[2]
- 2009 : Hot d'Or – Catégories Meilleur réalisateur européen, Meilleur scénario et Meilleur film européen (les trois pour le film Billionaire - Private)[3],[4]